# Jameson Parker
Jameson Parker, né le 18 novembre 1947 à Baltimore, est un acteur américain, principalement connu pour son rôle dans la série télévisée des années 1980 Simon et Simon.

## Filmographie

### Acteur

#### Cinéma
- 1979 : The Bell Jar (en) de Larry Peerce : Buddy Willard
- 1980 : Un petit cercle d'amis (A Small Circle of Friends) de Rob Cohen : Nick Baxter
- 1982 : Dressé pour tuer (White Dog) de Samuel Fuller : Roland Grale
- 1986 : Jackals de Gary Grillo : Dave Buchanon
- 1987 : Prince des ténèbres (Prince of Darkness) de John Carpenter : Brian Marsh
- 1990 : Waiting for the Wind (court métrage) de Don Schroeder : David
- 1991 : Curse of the Crystal Eye de Joe Tornatore : Luke Ward
- 1998 : La Légende de Brisby (The Secret of NIMH 2: Timmy to the Rescue) de Dick Sebast : Troy (voix)

#### Télévision

##### Téléfilms
- 1975 : Echec à l'organisation (Crossfire) de William Hale :
- 1978 : The Immigrants de Alan J. Levi :
- 1979 : Women at West Point de Vincent Sherman : J.J. Palfrey
- 1979 : Anatomy of a Seduction de Steven Hilliard Stern : Ed Taggert
- 1979 : The Gathering, Part II de Charles S. Dubin : Bud
- 1980 : The Promise of Love (en) de Don Taylor : Sam Daniels
- 1981 : Un amour sans limite (Callie & Son) de Waris Hussein : Randy Bordeaux
- 1983 : Le major parlait trop (A Caribbean Mystery) de Robert Michael Lewis : Tim Kendall
- 1986 : Qui est Julia ? (Who Is Julia?) de Walter Grauman : Don North
- 1989 : Cache-cache mortel (Spy) de Philip Frank Messina : Frank Harvey
- 1991 : She Says She's Innocent de Charles Correll : Eric Reilly
- 1993 : Un singulier divorce (Dead Before Dawn) de Charles Correll : Robert Edelman
- 1995 : Simon & Simon: In Trouble Again de John McPherson : AJ Simon
- 1996 : Have You Seen My Son de Paul Schneider : Mike Pritcher
- 1996 : Dead Man's Island (en) de Peter Roger Hunt : Lyle Stedman
- 1997 : Something Borrowed, Something Blue de Gwen Arner : Richard Ives

##### Séries télévisées
- 1976 : Once an Eagle :
- 1976 : Somerset (en) : Dale Robinson
- 1977 : Harold Robbins' 79 Park Avenue :
- 1978 : On ne vit qu'une fois (One Life to Live) : Bradley 'Brad' Vernon
- 1980 : Family (en) : Jack
- 1980 : Pour l'amour du risque (Hart to Hart) : Whitney Rogers
- 1981-1989 : Simon et Simon (Simon & Simon) : Jack Simon / A.J. Simon
- 1982 : Bret Maverick (en) : Whitney Delaworth III
- 1982 : Magnum (Magnum, P.I.) : A.J. Simon
- 1983 : Les Petits Génies (Whiz Kids) : A.J. Simon
- 1991 : Major Dad : Evan Charters
- 1991 : Arabesque (Murder, She Wrote) : Gordon Forbes / Dane Kenderson
- 1991 : Gabriel Bird (Gabriel's Fire) : Jace Novak
- 1992-1993 : La Légende de Prince Vaillant (The Legend of Prince Valiant) : Sir Kay (voix)
- 1994 : L'Homme à la Rolls (Burke's Law) : Ben Hutchins
- 1995 : ABC Afterschool Special : John Atkins
- 1996 : Walker, Texas Ranger : Bob Horne
- 1997 : Promised Land (en) : Dr Smith
- 2003-2004 : JAG : Harrison Kershaw

### Producteur
- 1986 : Jackals de Gary Grillo
- 1995 : Simon & Simon: In Trouble Again de John McPherson